# Eunidia apicemaculata
Eunidia apicemaculata là một loài bọ cánh cứng trong họ Cerambycidae.